# Réfaction
Une réfaction est une réduction de prix. Dans le cas des marchés publics français, la réfaction est appliquée lors de la constatation d'une différence de qualité ou de quantité avec l'objet qui avait été prévu initialement. Par exemple, dans le cadre d'un marché de travaux publics, portant sur l'application d'un joint d'étanchéité d'une piste d'un aérodrome, le représentant du pouvoir adjudicateur constatant une différence de qualité des joints, mais ne mettant pas en cause l'existence globale de la prestation, peut exiger une réfaction du prix au titulaire. La réfaction se calcule alors dans le solde versé au titulaire, tenant compte des avances, acomptes, réfactions, pénalités de retard et intérêts moratoires.
Le terme de réfaction est aussi utilisé dans la logistique des supports consignés (palette, bouteilles, bacs). Lors d'un retour de supports, un contrôle qualité peut être effectué, si la qualité est inférieure à la qualité attendue, on peut appliquer un taux de réfaction (proportionnel à la qualité), la consigne ne sera restituée qu'à hauteur de ce taux.